# ジンシャノサウルス
ジンシャノサウルス (Jingshanosaurus) はジュラ紀前期に生息していた古竜脚類の恐竜。全長は約8.9m。他の古竜脚類と歯の形が異なり、鋭利なのみ状になっている。胴椎前部の神経突起も竜脚類に似た形で、太い靭帯により長い首を支えやすい構造になっている。大きさ以外では禄豊盆地で発見されたユンナノサウルスとよく似ており、大型のユンナノサウルスと考える研究者もいる。